# 八幡神社 (渋谷区千駄ヶ谷)
八幡神社（はちまんじんじゃ）は、東京都渋谷区千駄ヶ谷にある神社。千駄ヶ谷一帯の総鎮守で、鳩森八幡神社（はとのもりはちまんじんじゃ）とも呼称される。

## 由緒
『江戸名所図会』によると、「往古、此地深林の中に時として瑞雲現じける。又或時、碧空より白雲降りて雲上に散ず。村民怪しむで彼の林の下に至るに、忽然として、白鳩数多、西をさして飛び去れり。依って此の霊瑞を称し、小祠を営み名づけて『はとのもり』と云ふ。」とあり、神亀年間（724年 - 729年）に創建された社に、貞観2年（860年）、慈覚大師（円仁）が村民の懇請によって神功皇后・応神天皇・春日明神の像を作り添え、八幡宮として奉ったことが当社の縁起と伝えている。

## 境内

### 境内社
詳細は公式サイト内「末社の紹介」も参照。
- 浅間神社（富士塚の里宮）
- 神明社
- 甲賀稲荷社
- 将棋堂（近隣の日本将棋連盟から奉納された大駒を納めた六角堂）

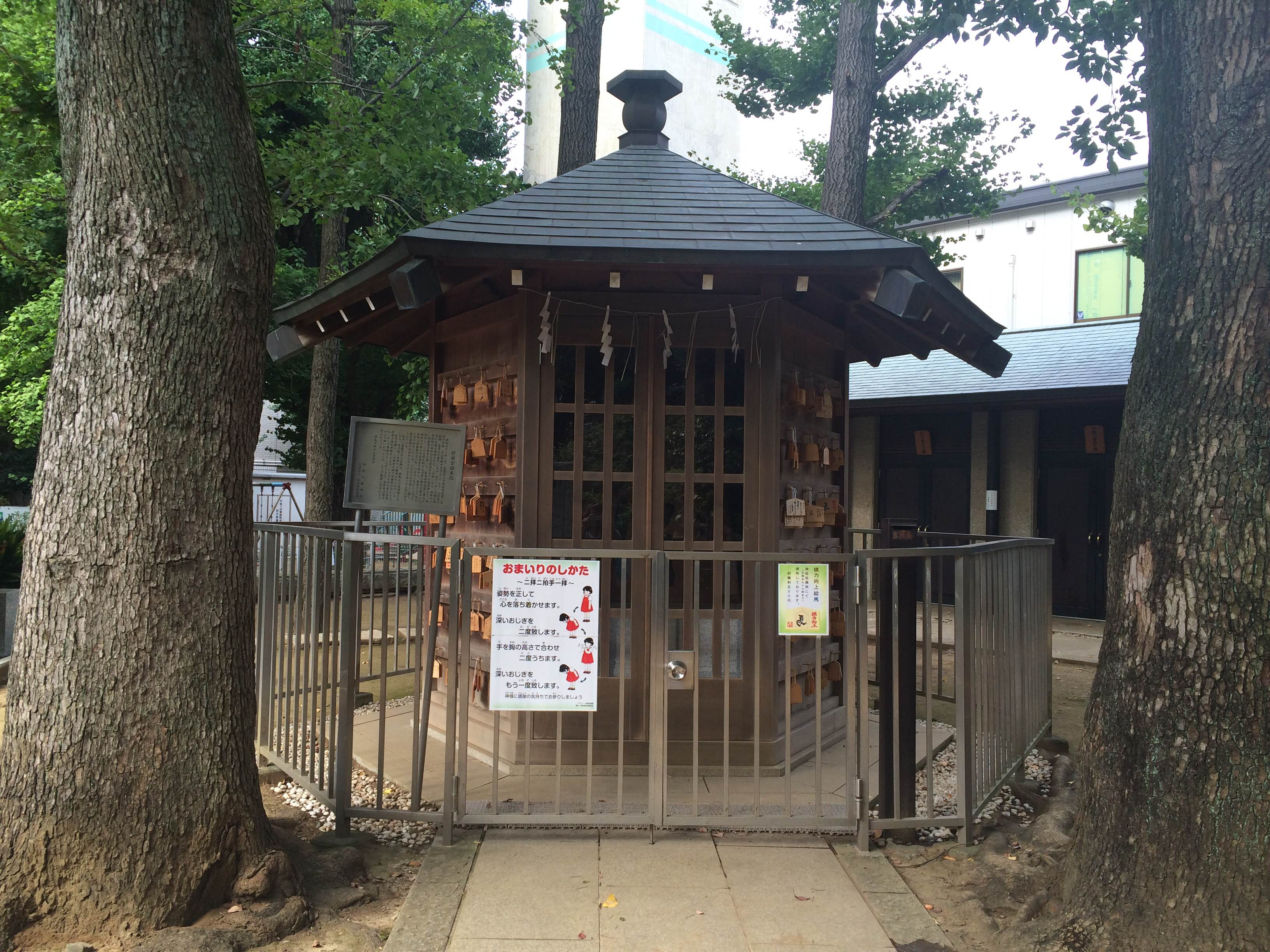
将棋堂

### 富士塚
境内には「千駄ヶ谷の富士塚」（せんだがやのふじづか）として東京都の有形民俗文化財に指定されている、寛政元年（1789年）築造とされる富士塚がある（「千駄ヶ谷富士」とも呼称される）。江戸時代において、江戸市中の著名な富士塚である「江戸八富士」の一つにも挙げられている。山裾には里宮（浅間神社）があり、また七合目の洞窟には身禄像、山頂には奥宮が安置されるなど富士山を再現している。1923年（大正12年）の関東大震災の際には修復されているものの建造当時の旧態を留めており、移築などが行われていない都内に現存する富士塚の中では最古のものとなっている。

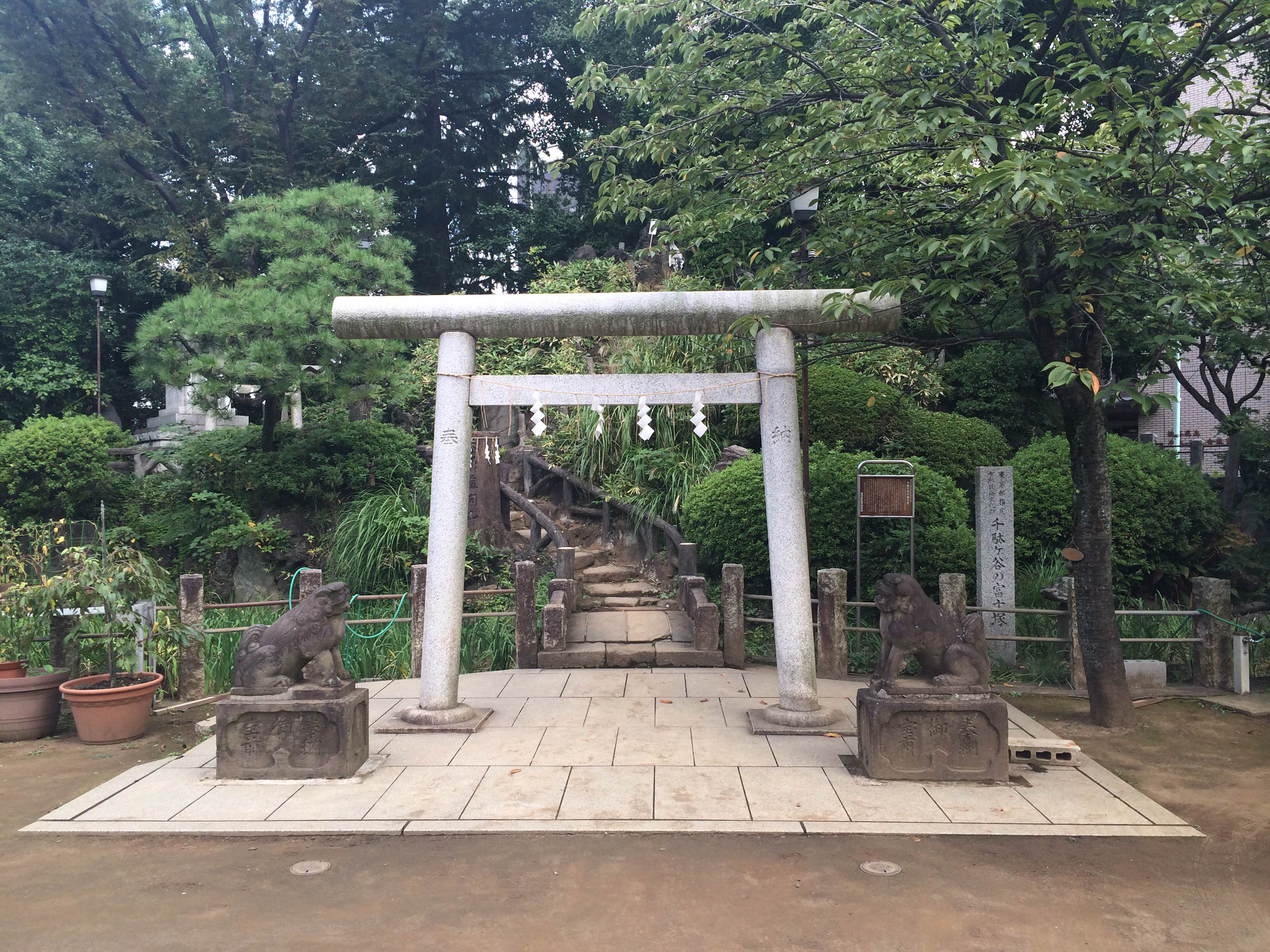
富士塚の正面には鳥居や狛犬がある
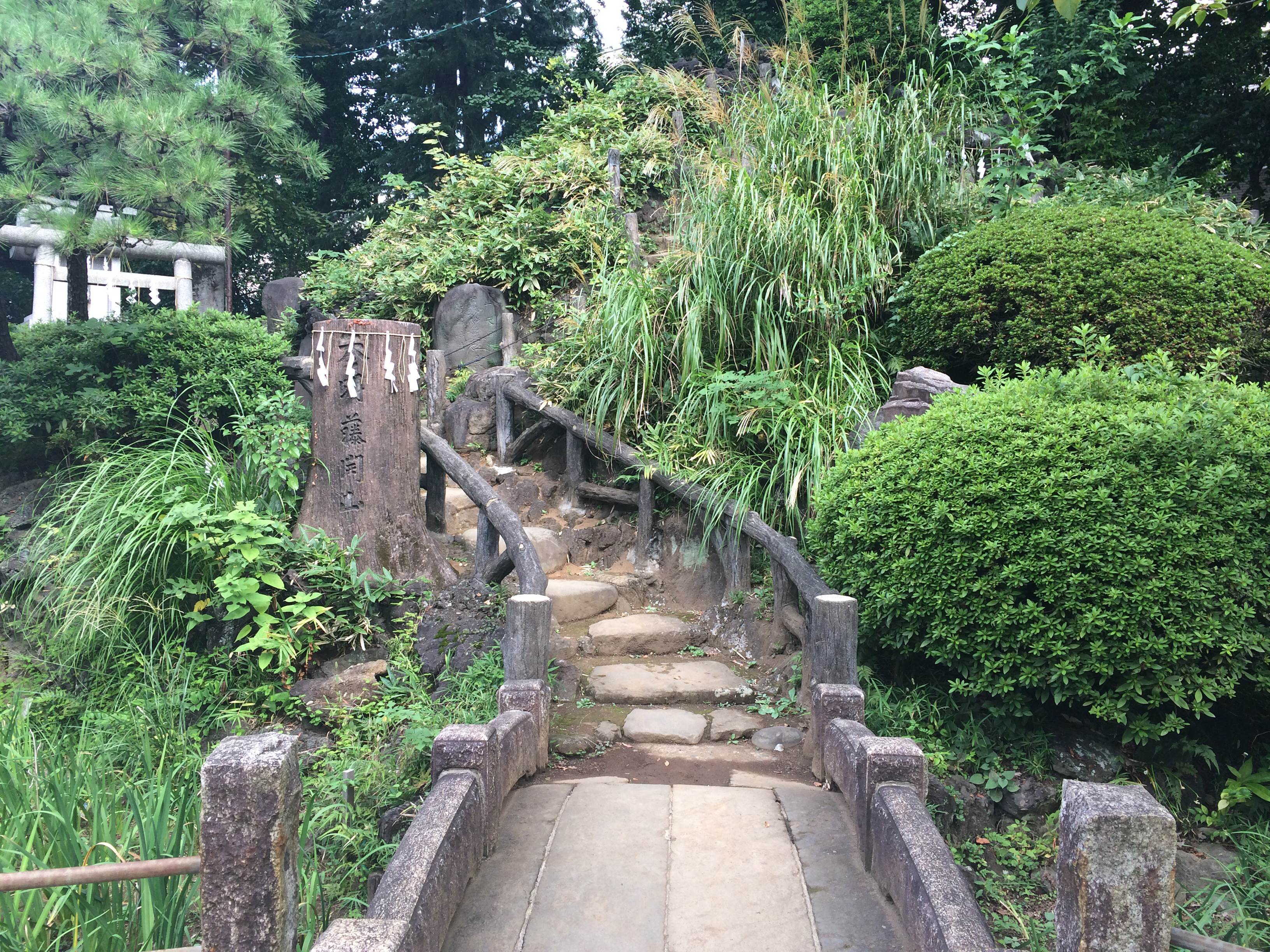
正面登山口付近から見た全景
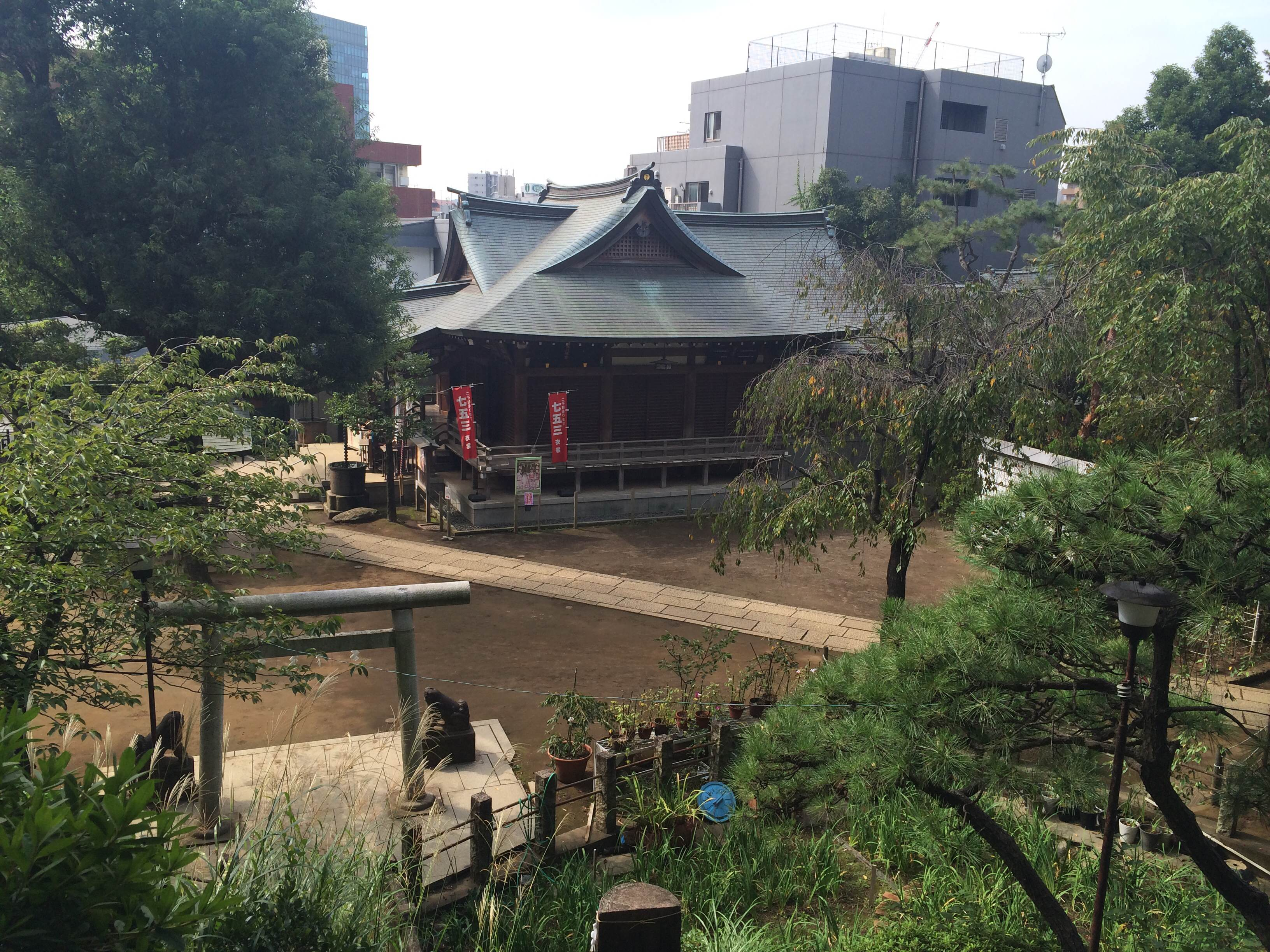
山頂からの眺め、当社拝殿を見る

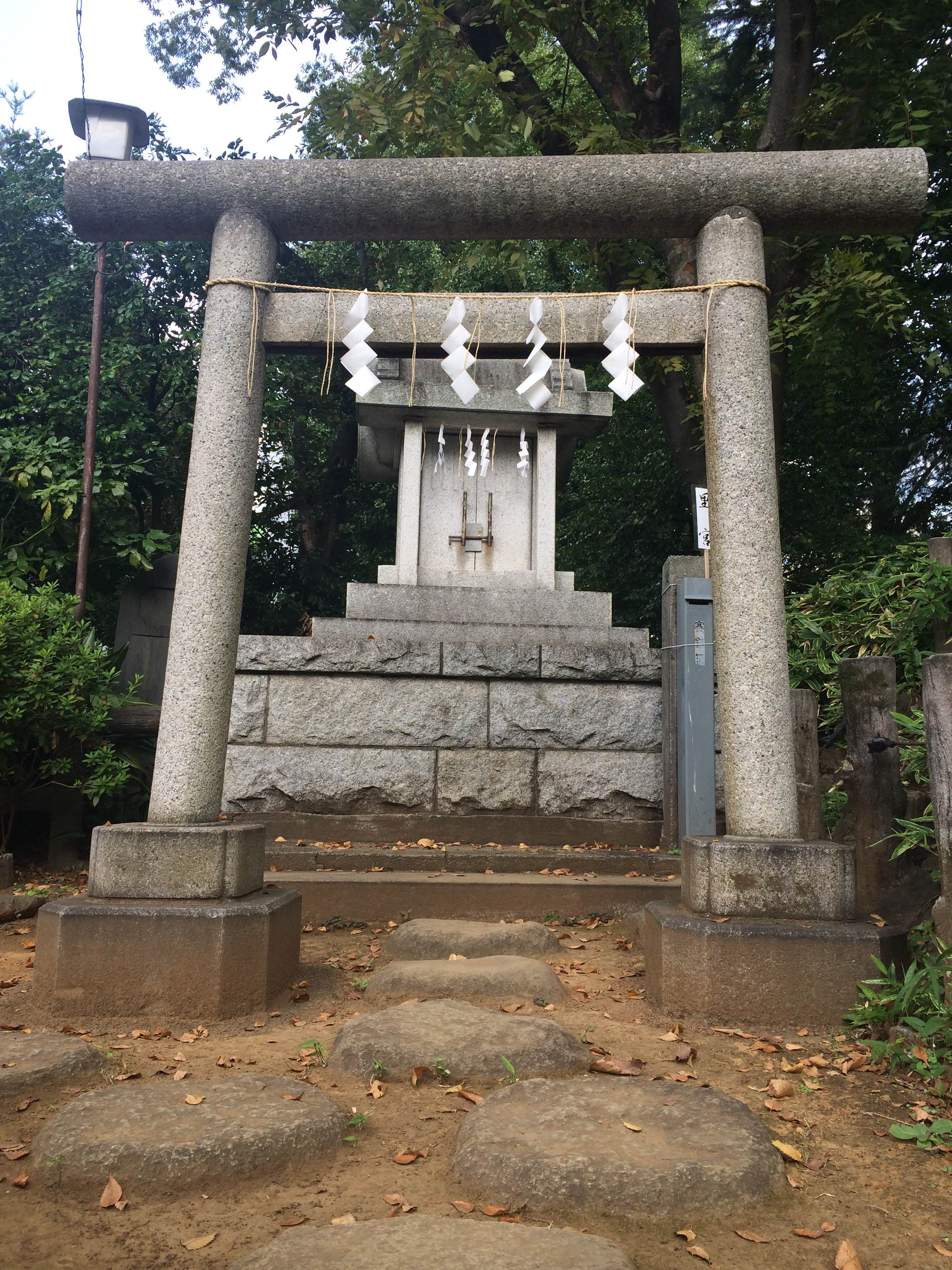
山裾の里宮（浅間神社）
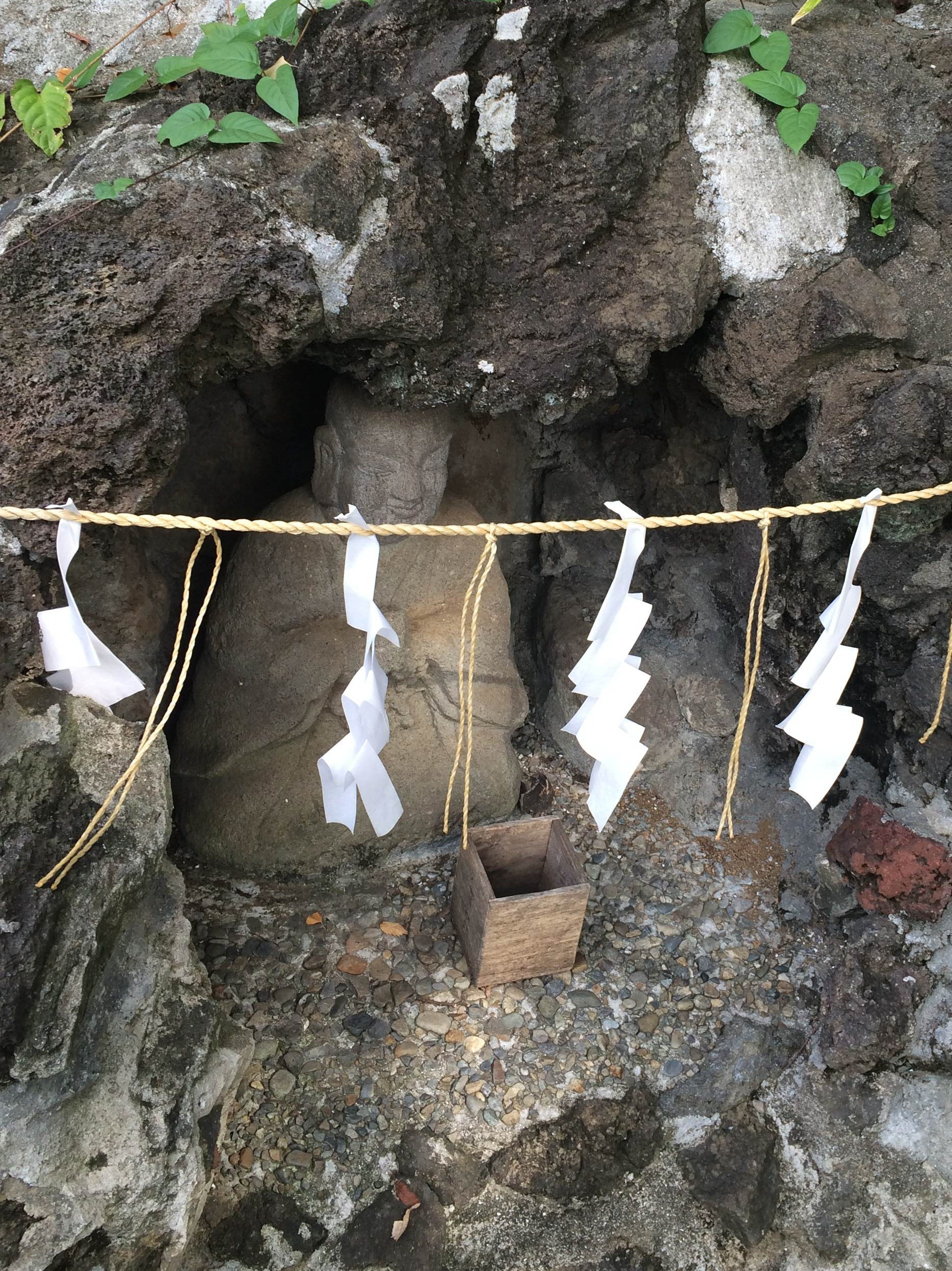
七合目に安置された身禄像
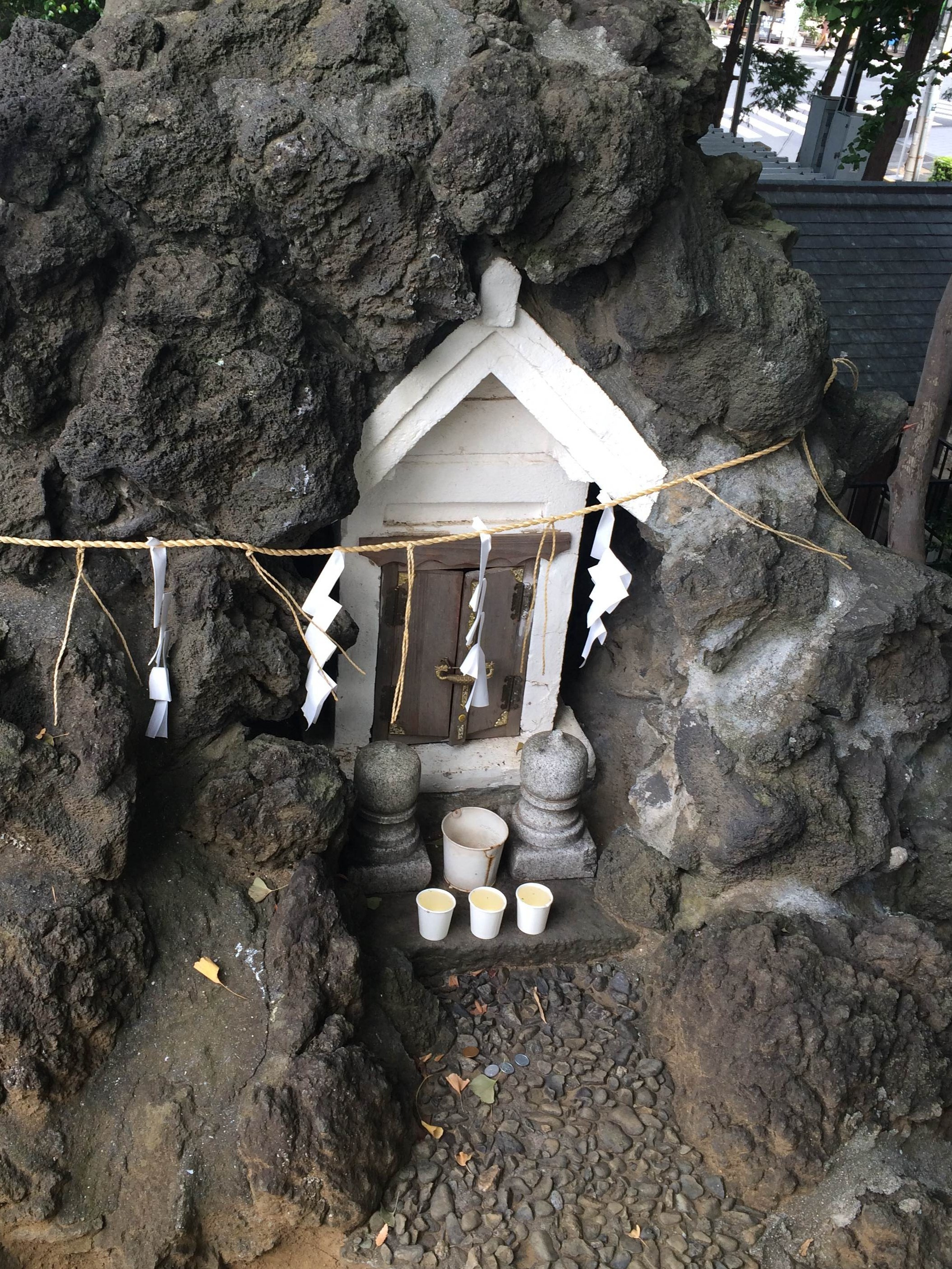
山頂の奥宮

## 氏子地域
- 渋谷区
  - 千駄ヶ谷一丁目 - 六丁目
  - 代々木一丁目・二丁目（各一部のぞく）
- 新宿区霞ヶ丘町

将棋会館がすぐ近くにある関係で、前述の「将棋堂」をはじめ将棋との縁が深く、毎年1月5日頃には将棋関係者が多数参加して「将棋堂祈願祭」が開かれる。2017年には第24回大山康晴賞を受賞した。

## ギャラリー

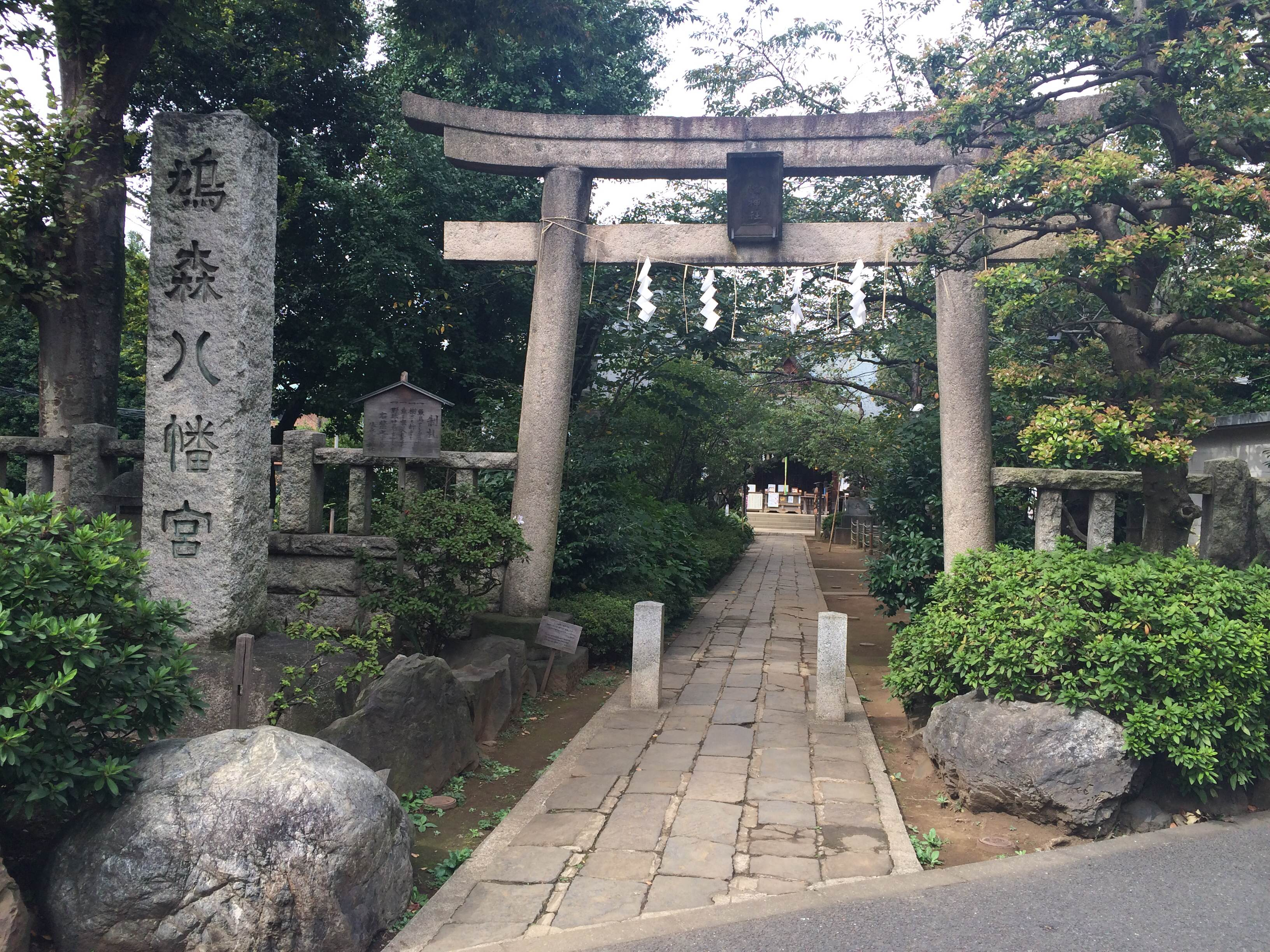
正面鳥居と社号標
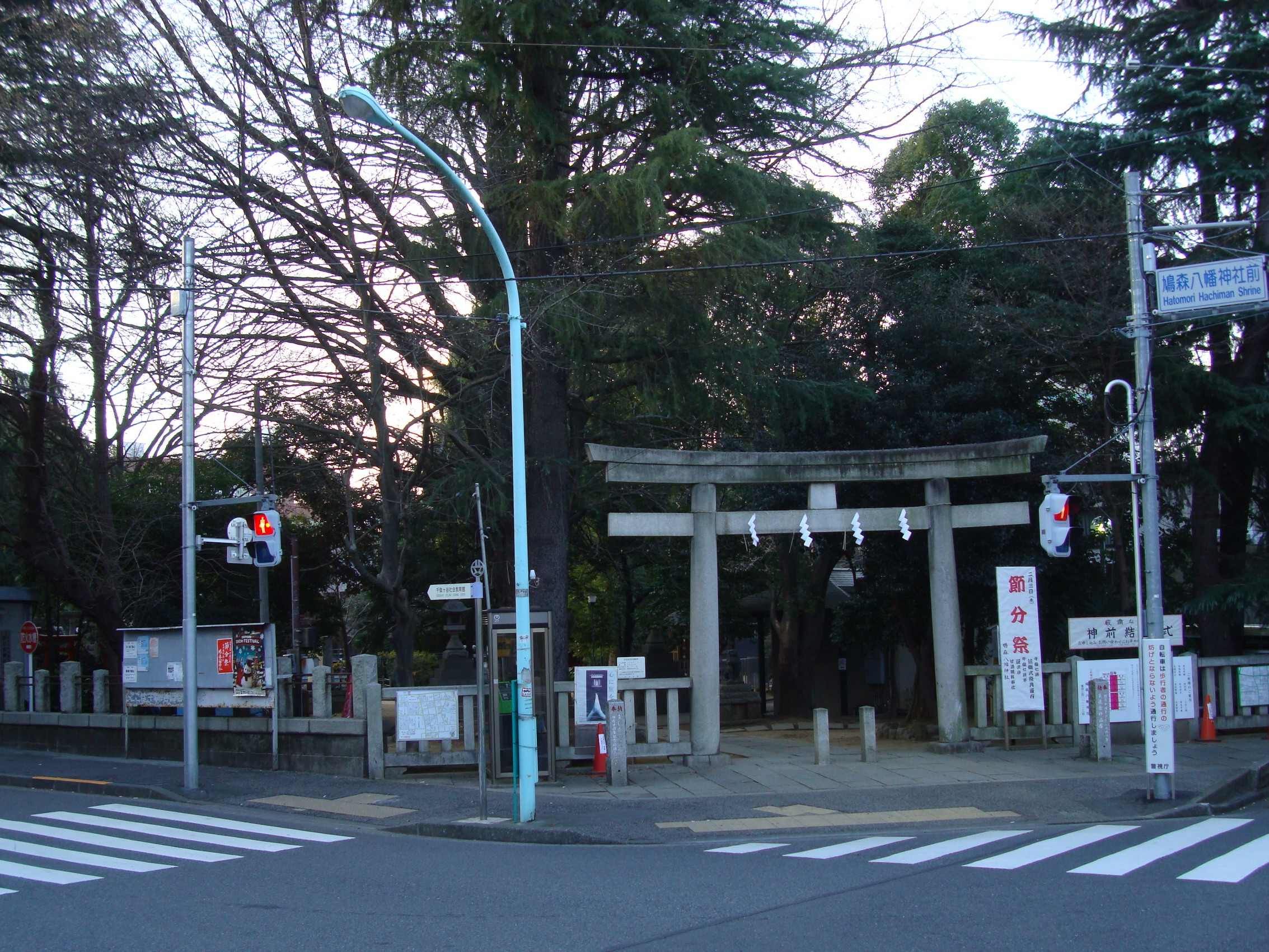
北側の鳥居（裏参道）
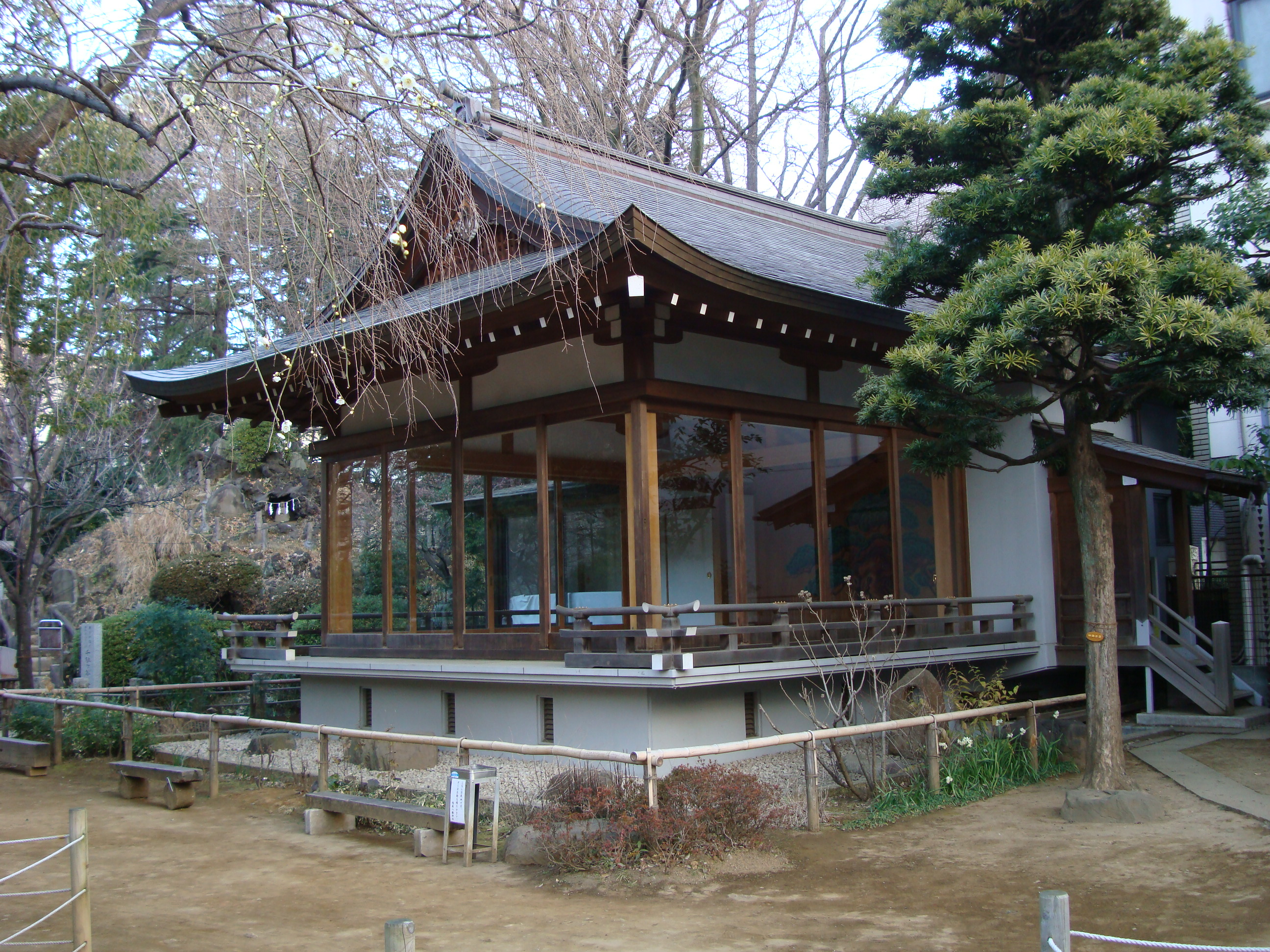
当社の能舞台

## 現地情報
所在地
- 東京都渋谷区千駄ヶ谷一丁目1番24号

鉄道交通
- 北参道駅（東京地下鉄〈東京メトロ〉副都心線）
- 国立競技場駅（東京都交通局〈都営地下鉄〉大江戸線）
- 千駄ケ谷駅（東日本旅客鉄道〈JR東日本〉中央本線）